# Еврибия
Еврибия (Эврибия, др.-греч. Εὐρυβία, Εὐρυβίη, от др.-греч. εὐρύς — «широкий, обширный», и др.-греч. βία — «сила, насилие») — в древнегреческой мифологии морское божество, воплощение морской силы, дочь Геи и Понта. 
Братья и сестры Еврибии — морские боги Нерей, Тавмант, Форкий и Кето. Еврибия была самой младшей из них и имела в сердце железную душу. От титана Крия родила Астрея, Палланта и Перса.